# اندیس گرانیت کوه سفید گراغه
گرانیت کوه سفید گراغه یک اندیس مصالح ساختمانی است که در  استان سیستان و بلوچستان قرار دارد و مادهٔ معدنی موجود در آن، گرانیت است.سنگ میزبان این اندیس گرانیت است و دیرینگی آن به دوران کرتاسه بالایی می‌رسد. 